# Kalanchoe streptantha
Kalanchoe streptantha ist eine Pflanzenart der Gattung Kalanchoe in der Familie der Dickblattgewächse (Crassulaceae).

## Beschreibung

### Vegetative Merkmale
Kalanchoe streptantha ist eine robuste, ausdauernde, vollständig kahle Pflanze, die Wuchshöhen von bis zu 1,2 Meter erreicht. Ihre kräftigen, niederliegend-aufrechten Triebe weisen einen Durchmesser von 2 bis 3 Zentimeter auf und sind von der Basis aus verzweigend. Die dicken, fleischigen, hellgrünen bis grün bläulichen, roten bis bläulich gerandeten, weißlich überhauchten und glauken Laubblätter sind kurz gestielt bis fast sitzend. Der leicht stängelumfassende Blattstiel ist 5 bis 10 Zentimeter lang. Ihre längliche lanzettliche, verkehrt eiförmige bis verkehrt eiförmig-lanzettliche, violett gefleckte Blattspreite ist 4 bis 15 Zentimeter lang und 1 bis 7,5 Zentimeter breit. Ihre Spitze ist spitz zulaufen und keilförmig, zugespitzt, die Basis von der Mitte allmählich verschmälert. Der Blattrand ist ganzrandig oder leicht buchtig.

### Generative Merkmale
Der Blütenstand besteht aus wenigblütigen, ebensträußigen Rispen und erreicht eine Länge von 10 bis 15 Zentimeter. Der Blütenstandsstiel ist bis zu 30 Zentimeter lang. Die hängenden Blüten stehen an 6 bis 25 Millimeter langen Blütenstielen. Der röhrenförmige Kelch ist grün oder gelb, rot gerandet und manchmal haarig-drüsig. Die Kelchröhre ist 10 bis 15 Millimeter lang. Die eiförmig-dreieckigen, zugespitzten Kelchzipfel weisen eine Länge von 4 bis 9 Millimeter auf und sind 6 bis 8 Millimeter breit. Die Blütenkrone ist gelb, die Kronröhre 30 bis 36 Millimeter lang. Ihre eiförmigen bis länglichen, sehr stumpfen und dornenspitzigen, ausgebreiteten Kronzipfel weisen eine Länge von 9 bis 12 Millimeter auf und sind 5 bis 6 Millimeter breit. Die Staubblätter sind unterhalb der Mitte der Kronröhre angeheftet und ragen aus der Blüte heraus. Die eiförmigen Staubbeutel sind 1,5 bis 2,5 Millimeter lang. Die mehr oder weniger quadratischen Nektarschüppchen weisen eine Länge von 1 bis 2 Millimeter auf. Das Fruchtblatt weist eine Länge von 8 bis 13 Millimeter auf. Der Griffel ist 25 bis 28 Millimeter lang.
Die eiförmigen Samen erreichen eine Länge von etwa 0,7 Millimeter.

## Systematik und Verbreitung
Kalanchoe streptantha ist auf Madagaskar an sonnigen, felsigen Stellen verbreitet.
Die Erstbeschreibung durch John Gilbert Baker wurde 1886 veröffentlicht.

## Nachweise